# 扁螺
扁螺（学名：Sigaretornus planus），舊屬前鰓亞綱中腹足目扁螺科扁螺屬，今屬玉黍螺類支序截螺總科的齒輪螺科Sigaretornus屬。

## 分佈
本物種分佈於日本至菲律賓，見於台湾台東綠島，常栖息在潮间带沙地。